# Barloworld
Barloworld var et professionelt cykelhold fra Storbritannien, holdet var aktiv fra 2003 til 2009.
Barloworld deltog i UCI Continental Circuits og i visse UCI ProTour-løb som wildcard. Holdet blev oprettet i 2003 med hovedsageligt sydafrikanske ryttere. Sportsdirektør var Claudio Corti, og holdkaptajnen var Robert Hunter.
Barloworld blev udvalgt til at være med til Tour de France 2007, som det første engelske hold i 20 år, holdet deltog også i 2008, med bl.a. Chris Froome på holdet.

## 2009

### Rytterne
|                    | Rytter             | Fødselsdag                |
| ------------------ | ------------------ | ------------------------- |
| John-Lee Augustyn  | John-Lee Augustyn  | 10. august 1986 (38 år)   |
| Francesco Bellotti | Francesco Bellotti | 6. august 1979 (45 år)    |
| Diego Caccia       | Diego Caccia       | 31. juli 1981 (43 år)     |
| Patrick Calcagni   | Patrick Calcagni   | 5. juli 1977 (47 år)      |
| Félix Cárdenas     | Félix Cárdenas     | 24. november 1972 (52 år) |
| Giampaolo Cheula   | Giampaolo Cheula   | 23. maj 1979 (45 år)      |
| Marco Corti        | Marco Corti        | 15. juni 1985 (39 år)     |
| Steven Cummings    | Steven Cummings    | 19. marts 1981 (44 år)    |

|                      | Rytter               | Fødselsdag                |
| -------------------- | -------------------- | ------------------------- |
| Chris Froome         | Chris Froome         | 20. maj 1985 (39 år)      |
| Robert Hunter        | Robert Hunter        | 22. april 1977 (47 år)    |
| Daryl Impey          | Daryl Impey          | 6. december 1984 (40 år)  |
| Paolo Longo Borghini | Paolo Longo Borghini | 10. december 1980 (44 år) |
| Carlo Scognamiglio   | Carlo Scognamiglio   | 31. maj 1983 (41 år)      |
| Mauricio Soler       | Mauricio Soler       | 14. januar 1983 (42 år)   |
| Geraint Thomas       | Geraint Thomas       | 25. maj 1986 (38 år)      |

## Sejre 2007
| Dato          | Løb                           | Sted     | Vundet            | Rytter         |
| ------------- | ----------------------------- | -------- | ----------------- | -------------- |
| 15.-18. marts | Volta ao Distrito de Santarém | Portugal | Sammenlagt        | Robert Hunter  |
| 7.-29. juli   | Tour de France                | Frankrig | Bjergkonkurrencen | Mauricio Soler |

## Udstyr
- Beklædning: Cannondale
- Cykler: Cannondale
- Gear: Cannondale og Campagnolo
- Hjul: Cannondale

## Eksterne links
- Officielle hjemmeside

| Cykling | Spire Denne artikel om cykling er en spire som bør udbygges. Du er velkommen til at hjælpe Wikipedia ved at udvide den. |